# Naju
Naju (Hán Việt: La Châu) là một thành phố của tỉnh Jeolla Nam tại Hàn Quốc. Đô phủ của Jeolla từng nằm tại Naju cho đến khi được chuyển về Gwangju năm 1895. Tên gọi Jeolla bắt nguồn từ chữ đầu tiên trong tên của hai thành Jeonju (전, 全) và Naju (나, 羅). Đại học Dongshin nằm tại Naju. Naju được biết đến với nông sản lê Naju và loại quả này cũng được thể hiện trong biểu tượng của thành phố.
Bộ phim truyền thuyết Jumong được quay tại Naju. Một công viên được gọi là 'Công viên đề tài Samhanji' được sử dụng trong bộ phim vì phong cảnh mang nét truyền thống của nó.